# Mary Cosgrave
Pour les articles homonymes, voir Cosgrave.
Mary Cosgrave (vers 1877 - 17 novembre 1941) est une travailleuse sociale et femme politique locale irlandaise,.

## Biographie
Mary Cosgrave est née Mary Josephine Daly à Naas dans le comté de Kildare vers 1877. Ses parents sont James William et Jane Daly. Elle étudie au St Mary's Convent à Naas puis à l'université de St Andrews où elle suit un Lady Literate in Arts. Elle vient en Irlande et vit à Rathmines, Dublin, pour prendre un poste en tant que chargé de cours au Training College of Our Lady of Mercy sur Baggot Street en 1896. Elle est examinatrice en anglais pour le conseil de l'éducation. Elle épouse l'avocat et journaliste Maurice Joseph Cosgrave en juillet 1901,.
Cosgrave développe un intérêt pour la maternité et la protection de l'enfance, devenant une membre éminente de la Women's National Health Association dès sa création. Elle succède à Lady Aberdeen en tant que présidente en 1939. Elle devient associée au Peamount sanatorium en raison de son travail contre la tuberculose, de nouveau, elle remplace Lady Aberdeen en tant que présidente du sanatorium en 1939. Cosgrave est également membre de la Peamount's After Care Guild,.
En 1922, elle est élue au conseil de la commune urbaine de Rathmines. Elle est membre de la Dublin Corporation de 1933 à sa mort. Dans le cadre de son travail dans la corporation, elle siège dans un grand nombre de comités comme le Cheeverstown Convalescent Home for Little Children committee, le National Children's Hospital committee, le child welfare committee de la ville de Dulin, le vocational educational committee de la ville de Dulin et le housing committee. Cosgrave sert comme présidente des comités pour les bibliothèques de comté, le Meath Hospital, et le conseil du comté de Dublin jusqu'en 1930. Elle est également impliquée dans les Civics Institute. En tant que membre active de l'Irish Women Citizens' Association, elle occupe le poste de présidente. Lors de congrès internationaux, Cosgrave est la représentante du Conseil national de l'Irlande. Elle meurt à son domicile de Woodside, 17 Park Drive, Cowper Jardins, à Dublin, le 17 novembre 1941,.